# Andy Warhol: Kompletní portrét
Andy Warhol: Kompletní portrét, původně v angličtině Andy Warhol: The Complete Picture; je dokumentární film z roku 2001. Film pojednává o pop-artovém malíři, režisérovi a grafikovi Andy Warholovi.